# Кривоносовка (Середино-Будский район)
Кривоносовка (укр. Кривоносівка) — село,
Кривоносовский сельский совет,
Середино-Будский район,
Сумская область,
Украина.
Код КОАТУУ — 5924483201. Население по переписи 2001 года составляло 346 человек.
Является административным центром Кривоносовского сельского совета, в который, кроме того, входят сёла
Боровичи,
Таборище и
Хильчичи.

## Географическое положение
Село Кривоносовка находится на левом берегу реки Бычиха,
выше по течению на расстоянии в 2,5 км расположено село Глазово (Шосткинский район),
ниже по течению на расстоянии в 5 км расположено село Боровичи,
на противоположном берегу — сёла Таборище и Хильчичи.

## Происхождение названия
По мнению некоторых исследователей, Кривоносовка была названа в честь одного из героев освободительной войны украинского народа 1648—1654 гг., ближайшего соратника Богдана Хмельницкого — Максима Кривоноса. Однако это мнение ошибочно, поскольку село было основано польскими магнатами Пясочинскими ещё до того, как началась национально-освободительная война 1648—1654 гг.

## История
Вблизи Кривоносовки были выявлены стоянки древних людей эпохи бронзы.
Согласно показаниям местных жителей, которые они давали в ходе Генерального следствия о маетностях Стародубского полка 1729 года, их село «за польской державы было осажено слободою поляком Пясочинским». Однако, каким из них (Александром Пясочинским, который с 22 октября 1633 года возглавлял Новгород-Северское староство, или его сыном Яном, который 25 февраля 1641 года сменил его на указанной должности)206 местные старожилы не говорили.
Украинский историк Пётр Михайлович Кулаковский придерживается аналогичной точки зрения и считает, что Кривоносовка была поселена Пясочинскими в середине 40-х годов XVII века, после приобретения в 1644 году Александром Пясочинским села Хильчич с прилегающими к нему землями.
Со дня поселения Кривоносовка находилась во владении её основателей, а после освобождения Украины от поляков перешла под власть гетманскую и войсковую.
8 марта 1715 года она была пожалована гетманом Скоропадским бунчуковому товарищу Даниле Герасимовичу Кутневскому (? — 9.04.1732), «за верность и усердие в военной службе», а 7 июня 1718 года закреплена за ним, его женой и детьми грамотой Петра I в «спокойное и непременное владение».
Данила Кутневский был сыном богатого мещанина Герасима Тимофеевича, проживавшего в хуторе Кремле около Ямполя. После женитьбы на Марии Савичне Савич, дочери генерального судьи Саввы Прокоповича, он в 1699 году записался в казаки и через тринадцать лет дослужился до должности новгород-северского сотника (15.01.1712 — 1715).
По ревизии 1723 года Д. Г. Кутневский владел в Кривоносовке 59 дворами и 20 хатами, Григорий Лукьянович Жоравко — 6 хатами, а казаки — 17 дворами. Среди казаков того времени (по данным на 1732 год) известны: Фёдор Митченко, Парфен Куличенко, Фёдор Гузенко, Тит Пулишкин, Мойсей Синченко, Иван Лахоненко, Григорий Буйченок, Иван Мартынов, Михаил Гузеев и Семён Пулишкин.
После смерти Данилы Кутневского, наступившей 9 апреля 1732 года, принадлежавшие ему владения в Кривоносовке остались во владении его жены М. С. Савич (? — после 1742), а от неё в равных частях перешли к её детям — бунчуковым товарищам Василию Даниловичу (? — после 1785) и Ивану Даниловичу Кутневским (? — до 1768), а после смерти И. Д. Кутневского — к его жене Параскевии Кутневской.
Что касается владений Григория Лукьяновича Жоравко (? — 23.04.1724), то после его смерти они отошли к его жене Анне Павловне Жоравко (? — 13.04.1731), а от неё — к её единственной дочери Марии Григорьевне Жоравко (? — до 1748). 23 января 1732 года Мария Григорьевна вышла замуж за мглинского сотника Максима Михайловича Турковского и передала ему в приданое всё своё недвижимое имущество, которое 29 апреля 1732 года было закреплено за ним универсалом гетмана Апостола. Однако после смерти Марии Григорьевны оно было возвращено её родственникам и передано во владение её двоюродному брату Ивану Тимофеевичу Жоравко (? — после 1792).
На момент проведения Румянцевской описи Малороссии 1765—1768 гг. в Кривоносовке числился 21 двор и 16 бездворных хат (не считая владения казаков), из которых бунчуковому товарищу Василию Даниловичу Кутневскому принадлежал 21 двор и 7 бездворных хат, Параскевии Кутневской — 16 дворов и 4 бездворные хаты, генеральному есаулу Ивану Тимофеевичу Жоравко — 2 двора и войсковому канцеляристу Иосифу Сафоновичу Юркевичу, женатому на одной из дочерей бунчукового товарища В. Д. Кутневского — 6 бездворных хат, а на момент описания Новгород-Северского наместничества 1779—1781 гг. — 68 дворов и 89 хат, из которых Василию Даниловичу Кутневскому принадлежало 25 дворов и 32 хаты, Михаилу Ивановичу и Петру Ивановичу Кутневским (детям умершей Параскевии Кутневской) — 27 дворов и 34 хаты, выборным казакам — 3 двора и 7 хат, подпомощникам — 5 дворов и 6 хат, статскому советнику Ивану Тимофеевичу Жоравко — 2 двора и 2 хаты и Юркевичам — 6 дворов и 8 хат.
После смерти В. Д. Кутневского принадлежавшие ему владения в Кривоносовке достались его сыну Андрею Васильевичу Кутневскому (1755 — до 1793), а от него перешли к его жене и двум дочерям208, а владения М. И. Кутневского были унаследованы его дочерью Екатериною Михайловной Кутневской (ок. 1774 — до 1838), от которой перешли к её единственному брату коллежскому секретарю Ивану Михайловичу Кутневскому (1781 — после 1838), проживавшему в селе Боровичи Новгород-Северского уезда. Кому достались владения других собственников неизвестно.
Накануне отмены крепостного права, в 1859 году, в Кривоносовке числилось 36 дворов, в которых проживало 197 мужчин и 226 женщин. Большинство из них были крепостными и принадлежали Е. И. Кутневской, А. И. Юницкой, И. А. Юркевичу, П. Л. Чернявской, Е. А. Дёминой, А. А. Жуковой, Е. Сукиной, М. Смирновской и другим собственникам.
В пореформенное время в селе работали 2 ветряных и 1 водяная мельница, 1 постоялый двор, 1 кирпичный завод и 1 торгово-промышленное предприятие по продаже пеньки и конопли Я. Л. Пирогова. Некоторые из них принадлежали местным землевладельцам: помещице Александре Ивановне Юницкой, поручику Григорию Даниловичу Чернавскому, коллежскому регистратору Константину Петровичу Чернавскому, титулярному советнику Ивану Андреевичу Юркевичу, купцу Янкелю Лазаревичу Пирогову и др.
Накануне первой русской революции кривоносовские крестьяне жили бедно. Многие из них были недовольны существующими порядками и условиями жизни и в 1905 году открыто выступали против своих помещиков под руководством местного бедняка Максима Мушкетика. Крестьянские волнения продолжались 15 дней, пока в Кривоносовку не прибыла казачья сотня и не арестовала 12 наиболее активных участников волнений.
Издавна, до проведения Румянцевской описи Малороссии 1765—1768 гг., в Кривоносовке уже действовала православная церковь деревянной постройки, в которой в 1779—1781 гг. служил один священник и один причетник. К началу 80-х годов XVIII века она обветшала и в 1783 году бунчуковый товарищ Михаил Иванович Кутневский возвёл в селе новую деревянную Михайловскую церковь, которая в 1836 году была частично перестроена.
По высочайше утверждённому расписанию приходов и причтов Черниговской епархии от 17 января 1876 года, Михайловская церковь входила в состав Глазовско-Хильчичско-Кривоносовского прихода, настоятелем которого в 1879 году был священник Николаевской церкви села Глазово Сергей Андриевский, а помощником настоятеля — священник Рождество-Богородицкой церкви села Хильчичи Алексей Кутепов.
В 1896 году в Кривоносовке была открыта одноклассная церковно-приходская школа, в которой 1 января 1899 года обучалось 37 мальчиков и 4 девочки. Законоучителем в школе работал священник Фёдор Самсонович Андриевский http://www.pravoslavnoe-duhovenstvo.ru/person/4819/ , а учителем — дочь местного дворянина Антонина Александровна Юркевич. Процент грамотности среди кривоносовских жителей был невысоким и в начале 1897 года составлял 10,5 %.

## Экономика
- Молочно-товарная ферма.
- КСП «Зване».
- «Виктория», агрофирма, ООО.

## Известные люди
- Пантюхов, Иван Иванович (1836—1911) — известный украинский врач, антрополог и публицист, родился в Кривоносовке.